# Władysław Stasiak
Władysław Augustyn Stasiak (15 de março de 1966 — 10 de abril de 2010) foi um político polaco.
Foi uma das vítimas do acidente do Tu-154 da Força Aérea Polonesa.